# تولبار (أسطورة)
تولبار هو حصان مجنح أو سريع في الأساطير التركية وهو مثل بيغاسوس في الميثلوجيا الإغريقية.